# Collonges, Ain
Collonges là một xã ở tỉnh Ain, vùng Auvergne-Rhône-Alpes thuộc miền đông nước Pháp.
Just outside the village is Fort l'Ecluse.